# Concerto pour piano no 1 de Saint-Saëns
Pour un article plus général, voir Concerto pour piano.
Pour les articles homonymes, voir Concerto pour piano (homonymie).
Le concerto pour piano no 1 en ré majeur (op. 17) de Camille Saint-Saëns a été composé en 1858. Dédié à Marie Jaëll, il a été créé à Paris le 17 juillet 1862. L'œuvre n'a été publiée qu'en 1875. En 1920, Saint-Saëns a écrit que son inspiration pour écrire ce concerto trouvait sa source dans la forêt de Fontainebleau.

## Structure
Il comporte trois mouvements :
- Allegro
- Andante
- Finale.

Durée : environ 25 minutes

## Orchestration
| Instrumentation du concerto pour piano no 1 |
| Clavier |
| piano (soliste) |
| Cordes |
| premiers violons, seconds violons, altos, violoncelles, contrebasses                                                                                              |
| Bois |
| 2 flûtes (absentes dans l'andante), 2 hautbois (absents dans l'andante), 2 clarinettes en la (1 en si bémol dans l'andante) , 2 bassons (1 basson dans l'andante) |
| Cuivres |
| 4 cors en ré (absents dans l'andante) , 2 trompettes (absentes dans l'andante)                                                                                    |
| Percussions |
| timbales en ré et la, dans le finale |

## Discographie sélective
- Jeanne-Marie Darré, piano, Orchestre National de la Radiodiffusion Française, dir. Louis Fourestier (intégrale des concertos pour piano et orchestre). 2 CD EMI 1955 1957 report 1996
- Aldo Ciccolini, piano, Orchestre de Paris, dir. Serge Baudo (intégrale des concertos pour piano et orchestre). 2 CD Emi 1971. Choc de Classica 2019
- Philippe Entremont, piano, Orchestre du Capitole de Toulouse, dir. Michel Plasson( intégrale des concertos pour piano et orchestre)., 2 CD CBS Sony 1976
- Jean-Philippe Collard, piano, Royal Philharmonic Orchestra, dir. André Previn (intégrale des concertos pour piano et orchestre). 2 CD EMI classics 1987.
- Pascal Rogé, piano, Philharmonia Orchestra, dir. Charles Dutoit (intégrale des concertos pour piano et orchestre). 2 CD Decca 1981
- Stephen Hough, piano, City of Birmingham Symphony Orchestra, dir. Sakari Oramo (intégrale des concertos pour piano et orchestre). 2 CD Hyperion 2001. Gramophone Awards record of the year 2002. Diapason d'or, Choc Le Monde la Musique
- Anna Malikowa, piano, Orchestre Symphonique de la WDR de Cologne, dir. Thomas Sanderling. 2 SACD Audite 2010
- Romain Descharmes, piano, Malmö Symphony Orchestra, dir. Marc Soustrot (intégrale des concertos pour piano et orchestre et des œuvres pour piano et orchestre). 3 CD Naxos 2017
- Louis Lortie, piano, BBC Philharmonic, conductor, Edward Gardner (intégrale des concertos pour piano et orchestre, Allegro appassionato Op.70, Rapsodie d'Auvergne Op.73). 2 CD Chandos 2018-2019